# Lieurey
Lieurey är en kommun i departementet Eure i regionen Normandie i norra Frankrike. Kommunen ligger i kantonen Saint-Georges-du-Vièvre som tillhör arrondissementet Bernay. År 2022 hade Lieurey 1 471 invånare.

## Befolkningsutveckling
Antalet invånare i kommunen Lieurey
Referens:INSEE